# Erik-Hans tjärn
Erik-Hans tjärn este o arie protejată (arie specială de conservare — SAC, sit de importanță comunitară — SCI) din Suedia întinsă pe o suprafață de 136,4 ha, integral pe uscat.

## Localizare
Centrul sitului Erik-Hans tjärn este situat la coordonatele 60°45′57″N 16°08′46″E / 60.7659°N 16.1462°E.

## Înființare
Situl Erik-Hans tjärn a fost declarat sit de importanță comunitară în mai 2001 pentru a proteja un număr necunoscut de specii din flora spontană și fauna sălbatică aflate în arealul zonei. Situl a fost protejat și ca arie specială de conservare în martie 2011.

## Biodiversitate
Situată în ecoregiunea boreală, aria protejată conține 5 habitate naturale: Păduri caducifoliate de mlaștină fino-scandinave, Mlaștini împădurite, Lacuri și iazuri distrofice naturale, Taiga vestică, Mlaștini turboase de tranziție și turbării mișcătoare.
La baza desemnării sitului se află un număr nedeclarat de specii protejate.